# سیمبیرسکی
سیمبیرسکی (انگلیسی: Simbirsky) یک شهرک در شهرستان کوگارچینسکی جمهوری باشقیرستان در کشور روسیه است.